# Amfitríta

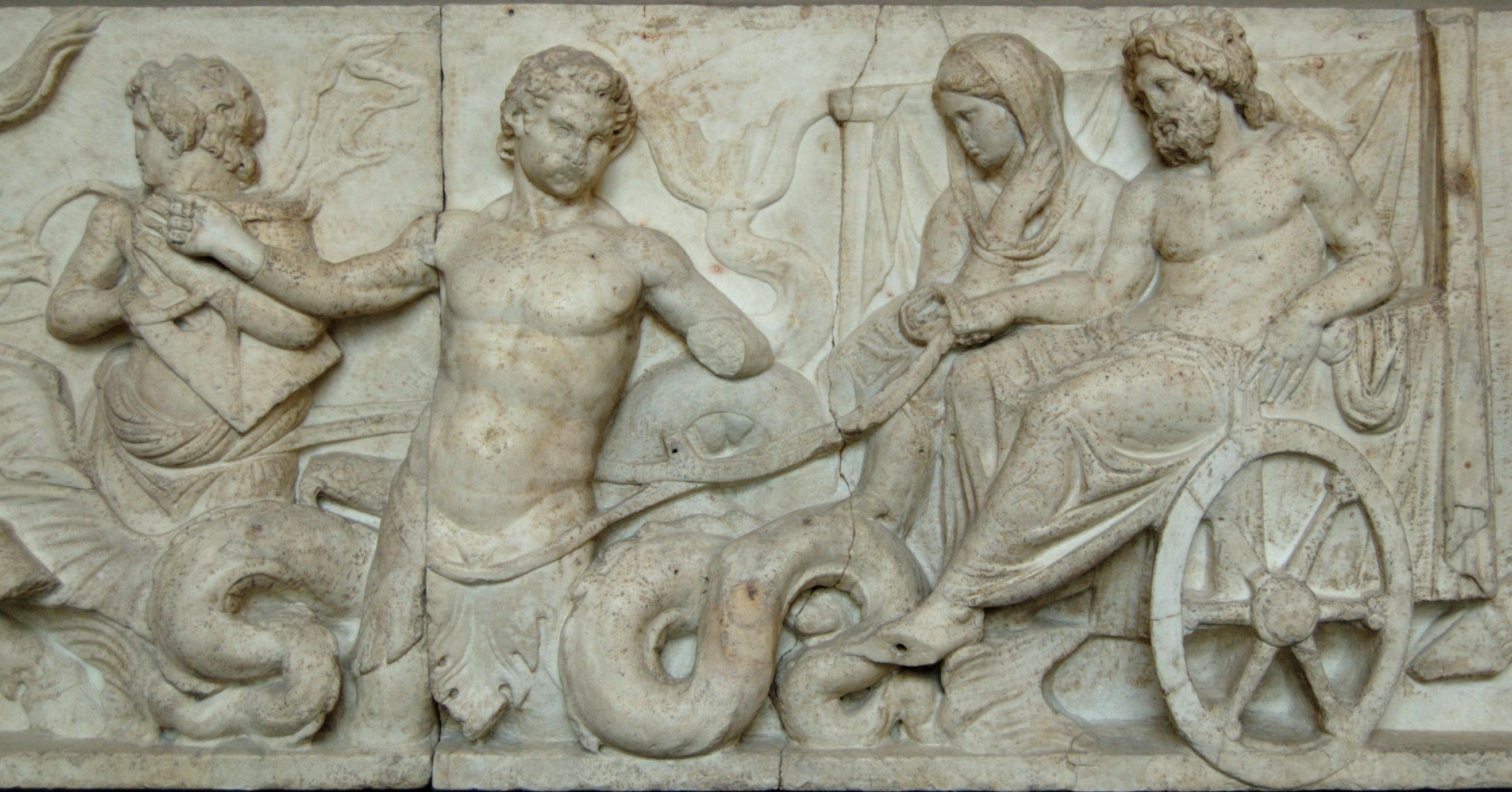
Poseidon a Amfitríta na svatebním voze, druhá polovina druhého století př. n. K.

Amfitríta (starořecky Ἀμφιτρίτη, latinsky Amphitrite) je v řecké mytologii dcera mořského boha Nérea a jeho manželky Dóridy.
Je z nejkrásnějších mořských bohyň, takže se do ní zamiloval vládce mořské říše Poseidón. Amfitríta se však bála za něho provdat a uprchla na nejzazší konec moře, kde našla úkryt u obra Atlanta. Poseidónův delfín ji však přesto vypátral a ona se za vládce moře provdala. Tím se stala spoluvládkyní celé mořské říše. Sídlí ve zlatém paláci v mořských hlubinách u Aig. Porodila syna Tritóna.
Někdy bývala zvána kyanópis (modrooká) a agastonos (hučící) a představovala personifikované moře.

## Odraz v umění

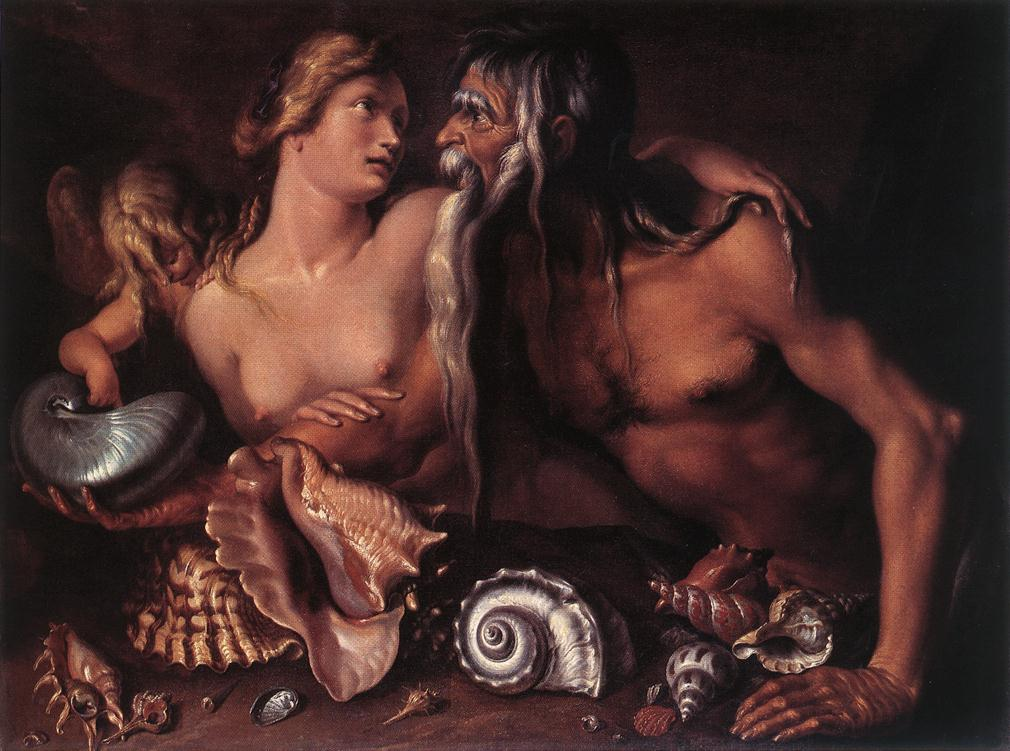
Neptun a Amfitríta, Jacob de Gheyn II, šestnácté století

Amfitríta byla vítaným námětem antických i novodobých umělců:
- Amfitríta je výzdobou západního štítu Parthenónu.
- Nádherná pestře barevná mozaika Neptuna a Amfitríty pochází také z lázní v Herkulaneu (pohřbeném spolu s Pompejemi v roce 79 n. l. po výbuchu Vesuvu).
- Obvykle bývala vyobrazována ve společnosti svého manžela Poseidóna nebo jiných mořských bohů či zvířat, zejména na barokních kašnách a fontánách.
- Obraz Neptun a Amfitríta pochází z dílny Petra Paula Rubense (z doby kolem r. 1614, byl zničen za 2. světové války v Berlíně).
- Tvoří centrální postavu Horejcovy mříže v Baťově vile ve Zlíně.